# Пиперазин
Пиперазин (гексагидропиразин, диэтилендиамин), C4H10N2 — органическое вещество, относящееся к алифатическим циклическим аминам.

## Свойства
Пиперазин представляет собой бесцветные, твёрдые гигроскопичные кристаллы с типичным запахом аминов. Хорошо растворим в воде и глицерине, хуже растворим в этаноле.
С водой легко образует гексагидрат температурой плавления 44 °C. Водные растворы проявляют основные свойства: pKa1=9,83, pKa2=5,56.
Пиперазин обладает всеми свойствами вторичных алифатических аминов: вступает в реакции алкилирования, нитрозирования, хлорирования по связи N-H сразу по обоим атомам азота. Водные растворы реагируют с кислотами, образуя соли пиперазина.
Дегидрирование пиперазина ведёт к пиразину.

## Получение
Синтез пиперазина осуществляется реакцией циклизации этилендиамина и полиэтиленполиаминов при 175—200oC в присутствии катализаторов (металлические никель, кобальт, медь, платина); дегидратацией моно-, ди- и триэтаноламина или их смесей с алкилендиаминами в присутствии хлорида цинка, фосфорной кислоты, оксида алюминия или никеля, нанесённого на оксид алюминия, при температурах 150—300oC и давлении смеси водорода с аммиаком 10—25 МПа, например:
Кроме того, пиперазин является побочным продуктом синтеза этилендиамина из аммиака и 1,2-дихлорэтана.

## Применение
В промышленности пиперазин применяется как ингибитор коррозии, ускоритель полимеризации хлоропрена, а также сополимер для получения высокоплавких полиамидов.
Пиперазин и его соли используются в медицине и ветеринарии в качестве средства против гельминтов.
Пиперазиновый цикл является структурным фрагментом ряда лекарств: анальгетиков, спазмолитиков, психотропных веществ (френолон, трифтазин) и некоторых противоопухолевых препаратов (дипин, проспидин, спиразидин).